# 波丘里语
波丘里语是一种在印度那加兰邦使用的那加语支语言。
据“民族语”，波丘里语在那加兰邦东南佩可县Meluri县27个村使用。在曼尼普尔邦乌克鲁尔县也有少量分布（“民族语”）。

Maluri语常被认为是波丘里语的方言，但它实际上可能是独立的语言。